# Brighton (Vermont)
Brighton – miasto w Stanach Zjednoczonych, w stanie Vermont, w hrabstwie Essex.